# Krisztián Pars
Krisztián Pars, född den 18 februari 1982 i Körmend, är en ungersk släggkastare.
Pars deltog vid Olympiska sommarspelen 2004 i Aten där han slutade på femte plats. Han deltog även vid VM 2005 i Helsingfors där han slutade sjua. Vid EM 2006 i Göteborg blev det en sjätte plats och vid VM 2007 i Osaka slutade han femma. 
Pars deltog även vid Olympiska sommarspelen 2008 i Peking där han slutade fyra. Emellertid visade det sig att både tvåan och trean från finalen, vitryssarna Vadim Devjatovskij och Ivan Tsichan, lämnat positiva dopningsprov och de blev därför avstängda, vilket kunde ha gjort Pars till silvermedaljör. Devjatovskij och Tsichan överklagade dock med stöd av det vitryska friidrottsförbundet och den vitryska olympiska kommittén avstängningarna till Idrottens skiljedomstol, som i juni 2010 hävde Devjatovskijs och Tsichans avstängningar med hänvisningar till bristande provtagningsrutiner och skillnader mellan A- och B-prov. Med beslutet om hävning av avstängningarna behöll Devjatovskij och Tsichan medaljerna.
Vid VM 2009 i Berlin slutade Pars på fjärde plats efter ett kast på 77,45 meter. Två år senare, i Daegu 2011, vann han silver på 81,18 meter.
Pars har även varit framgångsrik vid IAAF World Athletics Final där han slutade tvåa 2007 och 2008 samt trea 2006 och 2009.

## Personliga rekord
- Släggkastning - 82,69 meter från 2014